# Long time no see
"Long time no see" または "Long time, no see" は、しばらくの間互いに会っていなかった人物によって挨拶として使われる英語表現である。そのアメリカ英語における起源は片言あるいはピジン英語の模倣であるように見え、その非文法性にもかかわらず、慣用句として広く受け入れられている。この句は、不規則な構文のために英文法の通常の規則によって説明することができない複単語表現である。この表現は突き詰めていくと、ネイティブ・アメリカンあるいは中国人 によって話されていたピジン英語、あるいはその模倣に由来するかもしれない。辞書学者エリック・パートリッジは、この句は "no can do" および "chop chop" と同種である、と述べた

## 起源
この句の初期の使用は、挨拶としてではないものの、James Campbell中佐が著した『Excursions, Adventures, and Field-Sports in Ceylon』（1843年）である: "Ma-am—long time no see wife—want go to Colombo see wife."
オックスフォード英語辞書に記録された出版物における "long time no see" という句の最も初期の登場は1901年に遡り、W. F. Drannanの『Thirty-One Years on the Plains and in the Mountains』で見られる。この本では、ネイティブ・アメリカンの男が、"Good morning. Long time no see you." と言って語り手に挨拶したと記録されている。この例は、アメリカン・インディアンピジン英語における用法を反映することが意図されている。

この句は、ネイティブ・アメリカンピジン英語あるいはチャイニーズピジン英語のいずれかに起源があるとしばしば説明される。広東語の句「好耐冇見」（ou2noi6 mou5 gin3）および標準中国語の句「好久不見」（好久不见、hǎojiǔ bù jiàn）と対比することができるかもしれず、これは "long time, no see" と逐語訳される。チャイニーズピジン由来であるならば、米国のチャイナタウン、あるいはイギリス極東植民地が起源かもしれない。代案としては、ネイティブ・アメリカンピジンの模倣として母語話者によって造語されたかもしれない。